# JWH-047
JWH-047，化学名N-正丁基-2-甲基-3-(7-甲基-1-萘甲酰基)吲哚，分子式C
25H
25NO，属于萘甲酰基吲哚类JWH系列大麻素，是大麻素受体CB1和CB2的激动剂。